# Велико-Войловце
Велико-Войловце (серб. Велико Војловце) — населённый пункт в общине Лебане Ябланичского округа Сербии.

## Население
Согласно переписи населения 2002 года, в селе проживало 358 человек (333 сербов, 22 цыгана и другие).
| Численность населения | Численность населения | Численность населения | Численность населения | Численность населения | Численность населения | Численность населения | Численность населения |
| 1948                  | 1953                  | 1961                  | 1971                  | 1981                  | 1991                  | 2002                  | 2011                  |
| --------------------- | --------------------- | --------------------- | --------------------- | --------------------- | --------------------- | --------------------- | --------------------- |
| 438                   | 452                   | 458                   | 440                   | 425                   | 375                   | 358                   | 307                   |

## Религия
Согласно церковно-административному делению Сербской православной церкви, село относится ко Второму бошняцкому приходу Ябланичского архиерейского наместничества Нишской епархии.